# Chester Conklin

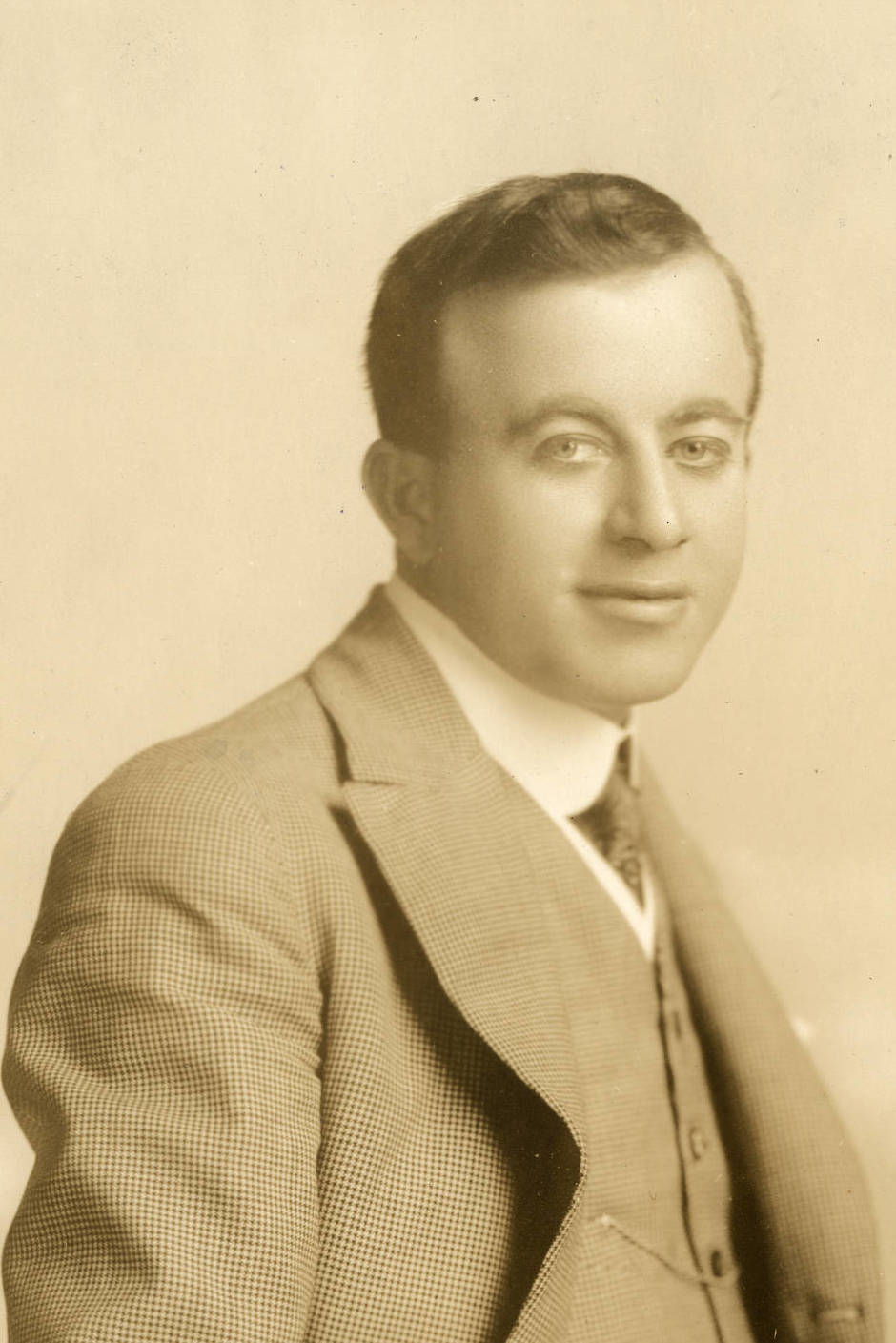
Chester Conklin (1919)

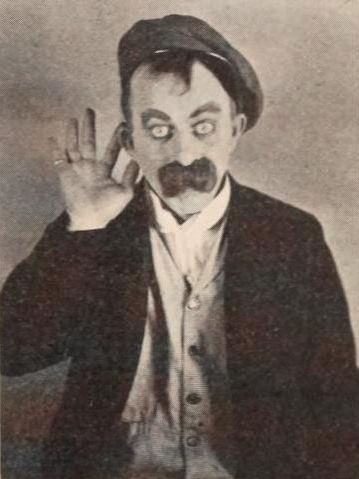
Chester Conklin im Kostüm für den Film Home Rule (1920)

Chester Conklin (* 11. Januar 1886 in Oskaloosa, Iowa; † 11. Oktober 1971 in Van Nuys, Kalifornien) war ein US-amerikanischer Schauspieler.

## Leben
Chester Conklin kam als Vaudeville-Künstler 1913 nach Kalifornien und wurde von den Keystone Studios als Schauspieler engagiert. Im gleichen Jahr drehte er seinen ersten Kurzfilm. Conklin wurde ein vielbeschäftigter Komödiant der Stummfilmära, wobei ein großer Schnauzbart zu seinem Markenzeichen wurde. 1914 trat er in Making a Living auf, dies war der erste Film mit Charles Chaplin. Mit Chaplin spielte Conklin bei Keystone in zahlreichen weiteren Filmen und die beiden befreundeten sich. Eine ernsthafte Rolle spielte er 1924 in Erich von Stroheims Filmdrama Gier.
Conklin war zwar auch mit Einführung des Tonfilms Ende der 1920er-Jahre weitere 35 Jahre als Schauspieler tätig, erhielt jedoch im Regelfall nur noch sehr kleine Rollen. Sein alter Freund Chaplin verschaffte ihm Auftritte in seinen Filmen Moderne Zeiten und Der große Diktator. Conklins letzter Filmauftritt erfolgte 1966 an der Seite von Henry Fonda in der Westernkomödie Höchster Einsatz in Laredo. Sein Schaffen umfasst mehr als 300 Produktionen.
Ihm ist ein Stern auf dem Hollywood Walk of Fame (1560 Vine Street) gewidmet.

## Filmografie (Auswahl)
- 1914: Wunderbares Leben (Making a Living)
- 1914: Mabel in peinlicher Lage (Mabel’s Strange Predicament)
- 1914: Between Showers
- 1914: Dough and Dynamite
- 1914: Tillies gestörte Romanze (Tillie's Punctured Romance)
- 1918: Uncle Tom’s Cabin
- 1923: Der Markt der Seelen (Souls for Sale) (Cameo)
- 1924: Der Silberkönig der Nevada (North of Nevada)
- 1924: Gier (Greed)
- 1925: Das Phantom der Oper (The Phantom of the Opera)
- 1925: Auf nach Illustrien (Wizard of Oz)
- 1925: Die Tänzerin von Moulin-Rouge (The Masked Bride)
- 1925: Eine mondäne Frau (A Woman of the World)
- 1926: Riff und Raff im Weltkrieg (Behind the Front)
- 1926: Hoheit inkognito (The Duchess of Buffalo)
- 1926: Abenteuer in New York (The Wilderness Woman)
- 1928: Blondinen bevorzugt (Gentlemen Prefer Blondes)
- 1928: Tillie’s Punctured Romance
- 1929: Ein Marquis zu verkaufen (Marquis Preferred)
- 1929: Der Mann aus Virginia (The Virginian)
- 1931: Stout Hearts and Willing Hands (Kurzfilm)
- 1935: The Big Broadcast of 1936
- 1936: Moderne Zeiten (Modern Times)
- 1937: Unter falschem Namen (Forlorn River)
- 1937: Jeder Tag ein Feiertag (Every Day’s a Holiday)
- 1939: Zenobia, der Jahrmarktselefant (Zenobia)
- 1939: Damals in Hollywood (Hollywood Cavalcade)
- 1939: Mr. Smith geht nach Washington (Mr. Smith Goes to Washington)
- 1940: Der große Diktator (The Great Dictator)
- 1941: Urlaub vom Himmel (Here Comes Mr. Jordan)
- 1941: Mit einem Fuß im Himmel (One Foot in Heaven)
- 1941: Sullivans Reisen (Sullivan’s Travels)
- 1942: Tal des Todes (Valley of the Sun)
- 1942: Der Draufgänger von Boston (In Old California)
- 1942: Atemlos nach Florida (The Palm Beach Story)
- 1942: Meine Frau, die Hexe (I Married a Witch)
- 1943: Auch Henker sterben (Hangmen Also Die!)
- 1943: So This Is Washington
- 1943: Sensation in Morgan’s Creek (The Miracle of Morgan’s Creek)
- 1944: Knickerbocker Holiday
- 1944: Die Abenteuer Mark Twains (The Adventures of Mark Twain)
- 1944: Heil dem siegreichen Helden (Hail the Conquering Hero)
- 1944: Der Sonntagsgast (Sunday Dinner for a Soldier)
- 1944: Das Lied des goldenen Westens (Can’t Help Singing)
- 1945: Bezaubernd aber gefährlich (Delightfully Dangerous)
- 1945: Hilfe, ich bin Millionär (Brewster’s Millions)
- 1945: Der Weg nach Utopia (Road to Utopia)
- 1946: Zwei Sprengstoffverkäufer (Little Giant)
- 1946: Erfüllte Träume (Two Sisters from Boston)
- 1947: Lied des Orients (Song of Scheherazade)
- 1947: Jesse James reitet wieder (Jesse James Rides Again)
- 1947: Pauline, laß das Küssen sein (The Perils of Pauline)
- 1947: Hoppla, hier kommt Merton! (Merton of the Movies)
- 1947: My Wild Irish Rose
- 1949: Vor verschlossenen Türen (Knock on Any Door)
- 1949: Tulsa
- 1949: Mit Pech und Schwefel (Brimstone)
- 1950: Herz in der Hose (Fancy Pants)
- 1950: Never a Dull Moment
- 1950: Ohne Skrupel (Shakedown)
- 1950: Der einsame Champion (Right Cross)
- 1950: Tanzen ist unser Leben – Let’s Dance (Let’s Dance)
- 1951: Auf Sherlock Holmes’ Spuren (Abbott and Costello Meet the Invisible Man)
- 1951: Spione, Liebe und die Feuerwehr (My Favorite Spy)
- 1952: Bleichgesicht Junior (Son of Paleface)
- 1954: Hölle 36 (Private Hell 36)
- 1955: Ausgeburt der Hölle (The Beast with a Million Eyes)
- 1955: Heiße Colts und schnelle Pferde (Apache Woman)
- 1958: Der Babysitter (Rock-A-Bye Baby)
- 1966: Höchster Einsatz in Laredo (A Big Hand for the Little Lady)